# Cristina di Borbone-Francia
Cristina Maria di Borbone-Francia nota come  Madama Cristina (Parigi, 10 febbraio 1606 – Torino, 27 dicembre 1663) nata principessa di Francia, divenne duchessa e reggente di Savoia come moglie di Vittorio Amedeo I di Savoia, che aveva sposato appena tredicenne il 10 febbraio 1619.
Era la figlia del re Enrico IV di Francia e della sua seconda moglie Maria de' Medici.

## Biografia

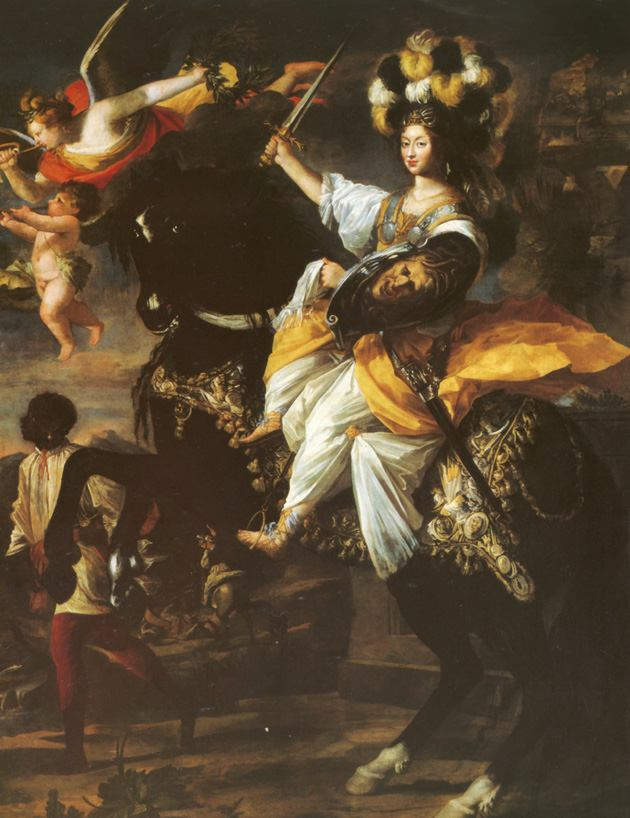
Charles Dauphin, ritratto allegorico di Cristina di Savoia in veste di Minerva

In quanto Reggente e sorella di  Luigi XIII fu conosciuta con il titolo di "Madama Reale" (versione italianizzata di Madame Royale, titolo che spettava di diritto alla figlia maggiore del Re di Francia).
Donna molto bella e sensuale, amante delle feste e dei balli, fu al centro dei pettegolezzi di Corte che le attribuirono varie avventure galanti ed anche un favorito: il conte Filippo d'Agliè.
Consapevole del proprio rango di Fille de France, l'ambiziosa Cristina amava firmarsi Chrestienne de France, Duchesse de Savoye, Reine de Cypro, esibendo il titolo (esclusivamente nominale) che i Savoia avevano ereditato nel XV secolo da Anna di Lusignano, ultima erede dei sovrani di Cipro. Giunta a Torino, seppe introdurre, pur in un periodo di ristrettezze economiche, quel gusto francese per il fasto e la ricchezza che caratterizzeranno negli anni a venire il regno del nipote Luigi XIV a Versailles.
Alla morte prematura del marito Vittorio Amedeo I (avvenuta il 7 ottobre 1637), Cristina divenne reggente in nome prima del figlio Francesco Giacinto e successivamente, deceduto quest'ultimo, dell'altro figlio Carlo Emanuele, che nel 1648 salirà al trono col nome di Carlo Emanuele II di Savoia. In questo periodo dovette fronteggiare sia gli attacchi dei cognati Tommaso Francesco di Savoia, principe di Carignano, che del cardinale Maurizio, entrambi filo-spagnoli, che miravano alla reggenza, sia le mire del cardinale Richelieu, il quale cercava di annettere alla corona di Francia il Ducato di Savoia. Il regno si divise in "madamisti" e "principisti". Cristina fu costretta a rifugiarsi in Savoia, sotto la protezione francese, per sfuggire ai cognati che occupavano Torino. Successivamente però lo stesso Richelieu fece arrestare il fedele conte d'Agliè, colpevole di opporsi al protettorato francese. Cristina resistette indomitamente, sfruttando abilmente le rivalità fra francesi e spagnoli e la sua origine regale.
Nel giugno del 1642 la Madama Reale concluse con i cognati un accordo, grazie anche al favorevole sviluppo della guerra franco-spagnola, nel corso della quale le truppe francesi, sue alleate, avevano liberato Torino, occupata dai cognati nell'agosto del 1639. L'accordo le garantiva il ruolo di reggente e assicurava che in caso di morte prematura dell'unico erede maschio lo stato sarebbe rimasto nelle mani dei Savoia: a questo scopo veniva concessa la mano della figlia della reggente, Ludovica (o Luisa Cristina), tredicenne,al cardinal Maurizio (previa dispensa papale per quest'ultimo, che, comunque, non aveva mai preso gli ordini sacri). Inoltre i due cognati entrarono a far parte del Consiglio di Reggenza e ricevettero le luogotenenze di Nizza (cardinal Maurizio) e di Ivrea e Biella (Tommaso Francesco di Savoia).
Nel 1648 il figlio Carlo Emanuele II assunse formalmente il potere e Cristina poté sciogliere il Consiglio di Reggenza, approfittando della lontananza da Torino del principe Tommaso. Ella mantenne comunque in mano le redini del ducato sino alla morte (avvenuta il 26 dicembre 1663), occupandosi degli affari generali, della corrispondenza e ricevendo gli ambasciatori.
Negli ultimi anni Cristina visse una conversione religiosa che la trasformò radicalmente, «...portando nell'afflizione lo stesso gusto per l'eccesso avuto nel piacere», portandola a pratiche penitenziali estreme ed a frequentare con assiduità il convento delle carmelitane scalze, da lei volute a Torino.
Cristina di Borbone fu sepolta, vestita da carmelitana scalza, nella chiesa di Santa Cristina, in piazza San Carlo a Torino, dove rimase fino al 21 settembre 1802 quando, in piena epoca napoleonica, venne traslata nella vicina chiesa di Santa Teresa d'Avila, nella cappella di Sant'Erasmo. Nel 1855, infine, la salma venne spostata in una nicchia sul lato destro dell'edificio, accanto all'ingresso.

## Il suo governo
La reggenza di Cristina di Francia è stata oggetto di aspre critiche da parte di una lunga tradizione storiografica, che ha sottolineato soprattutto la licenziosità dei costumi della corte e la sudditanza al regno di Francia. L'azione di governo di Cristina ha comunque avuto il merito di rafforzare la debole amministrazione dello Stato sabaudo, salvaguardandone i territori e i diritti dinastici, nonché dando il suo contributo alle modificazioni urbanistiche (tra le quali l'attuale piazza San Carlo) volte a rendere Torino una capitale europea moderna.
Cristina di Francia è stata inoltre mecenate e protettrice di numerosi artisti e architetti, tra i quali Carlo di Castellamonte, che eresse il castello del Valentino, tuttora esistente nell'omonimo parco di Torino, e padre Andrea Costaguta, che ampliò per sua commissione la cosiddetta Vigna di Madama Reale, una piccola villa sulla collina torinese sopra il parco del Valentino, facendone un'elegante residenza barocca.

## Discendenza

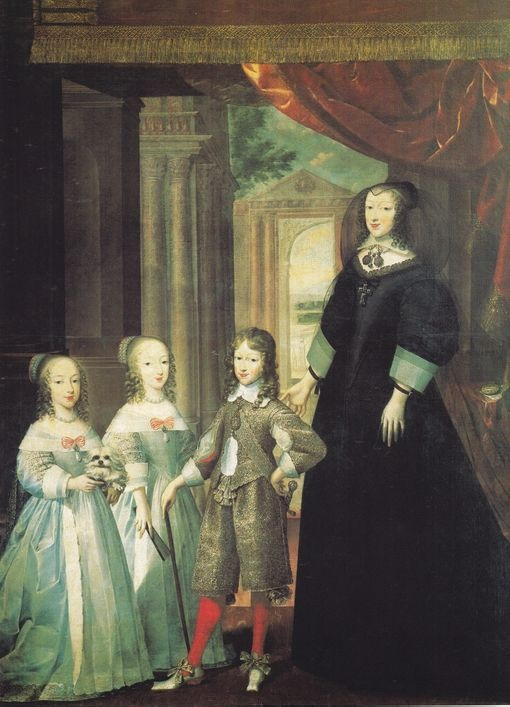
Cristina di Francia, duchessa vedova di Savoia, con i figli Carlo Emanuele, Margherita Violante ed Enrichetta Adelaide.

Dal matrimonio con Vittorio Amedeo I, ebbe sei figli:
1. Ludovica (o Luisa Cristina) di Savoia (1629-1692) sposò suo zio, il principe Maurizio di Savoia;
2. Francesco Giacinto di Savoia (1632 — 1638) duca di Savoia;
3. Carlo Emanuele (1634 — 1675) duca di Savoia; sposò in prime nozze la cugina Francesca Maddalena d'Orléans da cui non ebbe figli; in seconde nozze sposò un'altra cugina Maria Giovanna Battista di Savoia da cui ebbe figli;
4. Margherita Violante di Savoia (1635-1663), sposò Ranuccio II Farnese;
5. Enrichetta Adelaide di Savoia (1636-1676), sposò Massimiliano II Emanuele di Baviera;
6. Caterina Beatrice di Savoia (1636-1637).

## Ascendenza
|                            |                     |                                | Genitori                         |  |  | Nonni |  |  | Bisnonni                    |  |  | Trisnonni                    |  |
|                            |                     |                                |                                  |  |  |       |  |  | Carlo IV di Borbone-Vendôme |  |  | Francesco di Borbone-Vendôme |  |
|                            |                     |                                |                                  |  |  |       |  |  | Carlo IV di Borbone-Vendôme |  |  | Francesco di Borbone-Vendôme |  |
|                            |                     | Maria di Lussemburgo-Saint-Pol |                                  |  |  |       |  |  | Carlo IV di Borbone-Vendôme |  |  |                              |  |
| Antonio di Borbone-Vendôme |                     |                                |                                  |  |  |       |  |  | Carlo IV di Borbone-Vendôme |  |  |                              |  |
|                            |                     | Francesca d'Alençon            | Renato di Valois                 |  |  |       |  |  |                             |  |  |                              |  |
|                            |                     | Francesca d'Alençon            | Renato di Valois                 |  |  |       |  |  |                             |  |  |                              |  |
|                            |                     | Francesca d'Alençon            | Margherita di Lorena             |  |  |       |  |  |                             |  |  |                              |  |
| Enrico IV di Francia       |                     | Francesca d'Alençon            |                                  |  |  |       |  |  |                             |  |  |                              |  |
|                            |                     | Enrico II di Navarra           | Giovanni III di Navarra          |  |  |       |  |  |                             |  |  |                              |  |
|                            |                     | Enrico II di Navarra           | Giovanni III di Navarra          |  |  |       |  |  |                             |  |  |                              |  |
|                            |                     | Enrico II di Navarra           | Caterina di Navarra              |  |  |       |  |  |                             |  |  |                              |  |
| Giovanna III di Navarra    |                     | Enrico II di Navarra           |                                  |  |  |       |  |  |                             |  |  |                              |  |
|                            |                     | Margherita d'Angoulême         | Carlo di Valois-Angoulême        |  |  |       |  |  |                             |  |  |                              |  |
|                            |                     | Margherita d'Angoulême         | Carlo di Valois-Angoulême        |  |  |       |  |  |                             |  |  |                              |  |
|                            |                     | Margherita d'Angoulême         | Luisa di Savoia                  |  |  |       |  |  |                             |  |  |                              |  |
| Cristina di Francia        |                     | Margherita d'Angoulême         |                                  |  |  |       |  |  |                             |  |  |                              |  |
|                            | Cosimo I de' Medici | Giovanni dalle Bande Nere      |                                  |  |  |       |  |  |                             |  |  |                              |  |
|                            | Cosimo I de' Medici | Giovanni dalle Bande Nere      |                                  |  |  |       |  |  |                             |  |  |                              |  |
|                            | Cosimo I de' Medici | Maria Salviati                 |                                  |  |  |       |  |  |                             |  |  |                              |  |
| Francesco I de' Medici     | Cosimo I de' Medici |                                |                                  |  |  |       |  |  |                             |  |  |                              |  |
|                            |                     | Eleonora di Toledo             | Pedro Álvarez de Toledo y Zúñiga |  |  |       |  |  |                             |  |  |                              |  |
|                            |                     | Eleonora di Toledo             | Pedro Álvarez de Toledo y Zúñiga |  |  |       |  |  |                             |  |  |                              |  |
|                            |                     | Eleonora di Toledo             | María Osorio y Pimentel          |  |  |       |  |  |                             |  |  |                              |  |
| Maria de' Medici           |                     | Eleonora di Toledo             |                                  |  |  |       |  |  |                             |  |  |                              |  |
|                            |                     | Ferdinando I d'Asburgo         | Filippo I d'Asburgo              |  |  |       |  |  |                             |  |  |                              |  |
|                            |                     | Ferdinando I d'Asburgo         | Filippo I d'Asburgo              |  |  |       |  |  |                             |  |  |                              |  |
|                            |                     | Ferdinando I d'Asburgo         | Giovanna di Castiglia            |  |  |       |  |  |                             |  |  |                              |  |
| Giovanna d'Austria         |                     | Ferdinando I d'Asburgo         |                                  |  |  |       |  |  |                             |  |  |                              |  |
|                            |                     | Anna Jagellone                 | Ladislao II di Boemia            |  |  |       |  |  |                             |  |  |                              |  |
|                            |                     | Anna Jagellone                 | Ladislao II di Boemia            |  |  |       |  |  |                             |  |  |                              |  |
|                            |                     | Anna Jagellone                 | Anna di Foix-Candale             |  |  |       |  |  |                             |  |  |                              |  |
|                            |                     | Anna Jagellone                 |                                  |  |  |       |  |  |                             |  |  |                              |  |